# عمر ماسكاريل
عمر ماسكاريل (بالإسبانية: Omar Mascarell)، لاعب كرة قدم إسباني يلعب لصالح نادي إلتشي في الدوري الإسباني.

## روابط خارجية
- عمر ماسكاريل على موقع الاتحاد الأوربي (الإنجليزية)
- عمر ماسكاريل على موقع قاعدة بيانات كرة القدم.إي يو (الإنجليزية)
- عمر ماسكاريل على موقع بيانات كرة القدم. دي إي (الألمانية)
- عمر ماسكاريل على موقع ناشيونال فوتبول تيمز (الإنجليزية)
- عمر ماسكاريل على موقع Soccerbase.com (لاعب) (الإنجليزية)
- عمر ماسكاريل على موقع Soccerway.com (الإنجليزية)
- عمر ماسكاريل على موقع عالم كرة القدم.نت (الإنجليزية)
- عمر ماسكاريل على موقع كووورة
- عمر ماسكاريل على موقع AS.com (الإسبانية)